# Ситер
Ситер (фр. Citers) насеље је и општина у источној Француској у региону Франш-Конте, у департману Горња Саона која припада префектури Лир.
По подацима из 2011. године у општини је живело 842 становника, а густина насељености је износила 55,5 становника/km². Општина се простире на површини од 15,17 km². Налази се на средњој надморској висини од 281 метар (максималној 347 m, а минималној 269 m).

## Демографија
| 1962. | 1968. | 1975. | 1982. | 1990. | 1999. | 2011. |
| ----- | ----- | ----- | ----- | ----- | ----- | ----- |
| 557   | 579   | 561   | 560   | 712   | 751   | 842   |

График промене броја становника у току последњих година